# Marta Olehivna Kosztyuk
Marta Olehivna Kosztyuk (a nemzetközi szakirodalomban: Marta Kostyuk) (Kijev, Ukrajna, 2002. június 28. –) kétszeres junior Grand Slam-tornagyőztes ukrán hivatásos teniszezőnő.
2016-tól profi teniszjátékos. Pályafutása során egyéniben egy WTA- és 3 ITF-tornagyőzelmet aratott, párosban két WTA-, egy WTA125- és két ITF-tornagyőzelemmel rendelkezik.
Juniorként egyéniben megnyerte a 2017-es Australian Opent, párosban a 2017-es US Opent. A felnőttek között első Grand Slam-tornáján 15 és fél éves korában – Martina Hingis óta először ilyen fiatalon – kvalifikálta magát a főtáblára a 2018-as Australian Openen, és ott egészen a 3. körig jutott. A Grand Slam-tornákon a legjobb eredményét egyéniben a 2024-es Australian Openen érte el, ahol a negyeddöntőig jutott. Párosban a 2023-as Australian Openen és a 2024-es Roland Garroson elődöntőt játszott. Vegyes párosban 2023-ban a Roland Garroson és Wimbledonban a negyeddöntőig jutott. Legjobb világranglista helyezése egyéniben a 16. hely, amelyre 2024. június 17-én került, párosban a legjobbjaként a 27. helyen állt 2023. május 8-án.

## Családja
Édesapja Oleh Kosztyuk a kijevi junior tenisztorna, az Antey Cup technikai igazgatója volt, édesanyja, Talina Bejko, profi teniszezőként versenyzett, aki pályafutása csúcsán a világranglista 391. helyén állt, és egy 10 000 dolláros ITF-tornagyőzelemmel rendelkezett. Vagyim és Miro Szlavov profi futballisták, valamint Okszana Szlavova tornász unokatestvére.

## Pályafutása

### Junior versenyek
Már ötéves kora előtt elkezdett teniszezni, édesanyja volt az edzője. 2014 júliusában szabadkártyával indulhatott első ifjúsági, G4 kategóriájú versenyén, ahol a döntőig jutott. 2015. decemberében a 14 éven aluliak kategóriájában megnyerte az Orange Bowl tornát, a gyerekek számára rendezett egyik legerősebb tornát. Egy hónappal később, 2016 januárban egyéniben és párosban is győzött a Petits As tornán, amely a másik legerősebb gyerektornának számít a teniszben. 2016. májusban győzött a G2 kategóriájú Abris Cup tornán Budapesten, majd szeptemberben ismét Budapesten győzött a G2 kategóriájú Hungarian Open tornán.
2017-ben egyéniben megnyerte az Australian Open lányok versenyét, majd párosban a US Opent. Szeptemberben győzött Kanadában egy G1 kategóriájú tornán, és októberben megnyerte az ITF Junior Masters elnevezésű junior világbajnokságot Csengtuban.  2017 év végén a junior világranglista 2. helyére került az amerikai Whitney Osuigwe mögött.

### A felnőtt mezőnyben
Első felnőtt ITF-tornáján 2016. augusztusban vett részt, egy 10 000 dolláros tornán, ahol az első fordulóban esett ki. 2017. májusban szerezte első tornagyőzelmét egy 25 000 dolláros tornán Dunakeszin. 60 000 dolláros tornát nyert 2018-ban Ausztráliában, és 2020-ban Kairóban. Párosban 2019-ben nyerte első trófeáját, egy 25 000 dolláros tornán Chiassóban. 2020-ban 60 000 dolláros tornát nyert Kairóban. 
Első WTA tornáján 2017 júniusában a WTA250-es Mallorca Openen a selejtező 1. körén nem jutott túl. 2023. márciusban szerezte első WTA tornagyőzelmét Austinban az ATX Openen. Párosban első WTA-tornagyőzelmét 2022-ben érte el a Slovenia Openen, és ebben az évben nyert egy WTA125-ös tornát Limoges-ben. Második páros tornagyőzelmét 2023-ban Birminghamben szerezte.
Első Grand Slam-tornáján 15 és fél éves korában kvalifikálta magát a főtáblára a 2018-as Australian Openen, és ott egészen a 3. körig jutott. Ezt követően azonban 2020-as Roland Garrosig nem sikerült a selejtezőkről a főtáblára jutnia, azonban ekkor is már az 1. körben búcsúzni kényszerült a tornától. A 2020-as US Openen már 3. körös, a 2021-es Roland Garroson a 4. körig jutott, ahol Iga Świątek ütötte el a továbbjutástól. A legjobb Grand Slam-torna eredménye a 2024-es Australian Openen elért negyeddöntő, ahol Cori Gaufftól szenvedett vereséget.
Párosban a 2020-as Roland Garroson a negyeddöntőig jutott, és ezt az eredményt a 2022-es Roland Garroson is megismételte. A legjobb páros eredményeként a 2023-as Australian Openen elődöntőt játszott.

## Junior Grand Slam döntői

### Egyéni

##### Győzelmek (1)
| Év   | Bajnokság       | Borítás | Ellenfél        | Eredmény      |
| ---- | --------------- | ------- | --------------- | ------------- |
| 2017 | Australian Open | Kemény  | Rebeka Masarova | 7–5, 1–6, 6–4 |

### Páros

##### Győzelmek (1)
| Év   | Bajnokság | Borítás | Partner        | Ellenfél                  | Eredmény |
| ---- | --------- | ------- | -------------- | ------------------------- | -------- |
| 2017 | US Open   | Kemény  | Olga Danilović | Lea Bošković Vang Hszi-jü | 6–1, 7–5 |

## WTA döntői

### Egyéni

#### Győzelmei (1)
| Összesítés                   |
| Grand Slam-torna (0)         |
| WTA 1000 (kötelező)* (0)     |
| WTA 1000 (nem kötelező)* (0) |
| WTA 500* (0)                 |
| WTA 250* (1)                 |

| No. | Dátum            | Torna            | Borítás | Ellenfél a döntőben | Eredmény a döntőben | Eredmény a döntőben |
| 1.  | 2023. március 4. | ATX Open, Austin | Kemény  | Varvara Gracsova    | 6–3, 7–5            |                     |

#### Elveszített döntői (2)
| No. | Dátum             | Torna                     | Borítás   | Ellenfél a döntőben | Eredmény a döntőben | Eredmény a döntőben |
| 1.  | 2024. március 2.  | San Diego Open, San Diego | Kemény    | Katie Boulter       | 7–5, 2–6, 2–6       |                     |
| 2.  | 2024. április 20. | Stuttgart Open, Stuttgart | Salak (f) | Jelena Ribakina     | 2–6, 2–6            |                     |

### Páros

#### Győzelmei (2)
| Összesítés                   |
| Grand Slam-torna (0)         |
| WTA 1000 (kötelező)* (0)     |
| WTA 1000 (nem kötelező)* (0) |
| WTA 500* (0)                 |
| WTA 250* (2)                 |

| No. | Dátum                | Torna                          | Borítás | Partner            | Ellenfél a döntőben              | Eredmény    |  |
| --- | -------------------- | ------------------------------ | ------- | ------------------ | -------------------------------- | ----------- |  |
| 1.  | 2022. szeptember 18. | Slovenia Open, Portorož        | Kemény  | Tereza Martincová  | Cristina Bucșa Tereza Mihalíková | 6–4, 6–0    |  |
| 2.  | 2023. június 25.     | Birmingham Classic, Birmingham | Fű      | Barbora Krejčíková | Torm Hunter Alycia Parks         | 6–2, 7–6(7) |  |

#### Elveszített döntői (1)
| No. | Dátum             | Torna                          | Borítás | Partner           | Ellenfél a döntőben        | Eredmény |  |
| --- | ----------------- | ------------------------------ | ------- | ----------------- | -------------------------- | -------- |  |
| 1.  | 2021. október 24. | Tenerife Ladies Open, Tenerife | Kemény  | Ljudmila Kicsenok | Ulrikke Eikeri Ellen Perez | 3–6, 3–6 |  |

## WTA125 döntői

### Páros: 1 (1–0)
| Eredmény | GY–V | Dátum          | Torna                          | Borítás    | Partner             | Ellenfelek                     | Eredmény |
| -------- | ---- | -------------- | ------------------------------ | ---------- | ------------------- | ------------------------------ | -------- |
| Győztes  | 1–0  | 2022. december | Open de Limoges, Franciaország | Kemény (f) | Okszana Kalasnikova | Alicia Barnett Olivia Nicholls | 7–5, 6–1 |

## ITF döntői

### Egyéni: 8 (3–5)
| Díjazás              |
| -------------------- |
| $100,000 torna       |
| $80,000 torna        |
| $60,000 torna        |
| $25,000 torna        |
| $10,000/15,000 torna |

| Borításonként |
| ------------- |
| Kemény (2–3)  |
| Salak (1–2)   |
| Fű (0–0)      |
| Szőnyeg (0–0) |

| Eredmény | GY–V | Dátum            | Torna                                        | Borítás | Ellenfél          | Eredmény             |
| -------- | ---- | ---------------- | -------------------------------------------- | ------- | ----------------- | -------------------- |
| Győztes  | 1–0  | 2017. május      | ITF Dunakeszi, Magyarország                  | Salak   | Bernarda Pera     | 6–4, 6–3             |
| Győztes  | 2–0  | 2018 február     | Burnie International, Ausztrália             | Kemény  | Viktorija Golubic | 6–4, 6–3             |
| Döntős   | 2–1  | 2018. március    | Zhuhai Open, Kína                            | Kemény  | Maryna Zanevska   | 2–6, 4–6             |
| Döntős   | 2–2  | 2019. június     | Bella Cup Torun, Lengyelország               | Salak   | Rebecca Šramková  | 1–6, 2–6             |
| Döntős   | 2–3  | 2019. szeptember | Open de Saint-Malo, Franciaország            | Salak   | Varvara Gracsova  | 3–6, 2–6             |
| Győztes  | 3–3  | 2020. február    | Cairo Open, Egyiptom                         | Kemény  | Aliona Bolsova    | 6–1, 6–0             |
| Döntős   | 3–4  | 202. október     | Classic of Macon, Amerikai Egyesült Államok  | Kemény  | Cici Bellis       | 4–6, 7–6(4), feladta |
| Döntős   | 3–5  | 2020. október    | Tyler Pro Classic, Amerikai Egyesült Államok | Kemény  | Ann Li            | 5–7, 6–1, 3–6        |

### Páros: 2 (2–0)
| Díjazás              |
| -------------------- |
| $100,000 torna       |
| $80,000 torna        |
| $60,000 torna        |
| $25,000 torna        |
| $10,000/15,000 torna |

| Borításonként |
| ------------- |
| Kemény (1–0)  |
| Salak (1–0)   |
| Fű (0–0)      |
| Szőnyeg (0–0) |

| Eredmény | GY–V | Dátum         | Torna                | Borítás | Partner          | Ellenfelek                      | Eredmény         |
| -------- | ---- | ------------- | -------------------- | ------- | ---------------- | ------------------------------- | ---------------- |
| Győztes  | 1–0  | 2019. április | Chiasso Open, Svájc  | Salak   | Cristina Bucșa   | Sharon Fichman Jaimee Fourlis   | 6–1, 3–6, [10–7] |
| Győztes  | 2–0  | 2020. február | Cairo Open, Egyiptom | Kemény  | Kamilla Rahimova | Anasztaszija Sosina Paula Kania | 6–3, 2–6, [10–6] |

## Eredményei Grand Slam-tornákon

### Egyéni
| Grand Slam | Australian Open | Australian Open  | Roland Garros  | Roland Garros      | Wimbledon      | Wimbledon            | US Open        | US Open            |
| Év         | Eredmény        | Utolsó ellenfél  | Eredmény       | Utolsó ellenfél    | Eredmény       | Utolsó ellenfél      | Eredmény       | Utolsó ellenfél    |
| 2018       | 3. kör          | Elina Szvitolina | Selejtező (Q2) | Selejtező (Q2)     | Selejtező (Q3) | Selejtező (Q3)       | Selejtező (Q2) | Selejtező (Q2)     |
| 2019       | Selejtező (Q3)  | Selejtező (Q3)   | –              | –                  | Selejtező (Q1) | Selejtező (Q1)       | –              | –                  |
| 2020       | Selejtező (Q1)  | Selejtező (Q1)   | 1. kör         | Hibino Nao         | elmaradt       | elmaradt             | 3. kör         | Ószaka Naomi       |
| 2021       | 1. kör          | V Kugyermetova   | 4. kör         | Iga Świątek        | 2. kör         | Anastasija Sevastova | 1. kör         | María Szákari      |
| 2022       | 3. kör          | Paula Badosa     | 1. kör         | Mayar Sherif       | 2. kör         | Csang Suaj           | 2. kör         | Viktorija Azaranka |
| 2023       | 3. kör          | Jessica Pegula   | 1. kör         | Viktorija Azaranka | 3. kör         | Madison Keys         | 1. kör         | Jelena Ribakina    |
| 2024       | Negyeddöntő     | Cori Gauff       | 2. kör         | Donna Vekić        | 3. kör         | Madison Keys         | 3. kör         | Emma Navarro       |
| 2025       | 3. kör          | Paula Badosa     | 1. kör         | Sára Bejlek        | 1. kör         | Veronika Erjavec     |                |                    |

### Páros
| Grand Slam | Australian Open       | Australian Open                       | Roland Garros             | Roland Garros                     | Wimbledon                  | Wimbledon                         | US Open                    | US Open                            |
| Év         | Eredmény Partner      | Utolsó ellenfél                       | Eredmény Partner          | Utolsó ellenfél                   | Eredmény Partner           | Utolsó ellenfél                   | Eredmény Partner           | Utolsó ellenfél                    |
| 2020       | –                     | –                                     | Negyeddöntő A Szasznovics | Babos Tímea Kristina Mladenovic   | elmaradt                   | elmaradt                          | –                          | –                                  |
| 2021       | 1. kör A Szasznovics  | Mona Barthel Csu Lin                  | 1. kör A Szasznovics      | Monica Niculescu Jeļena Ostapenko | 2. kör Jeļena Ostapenko    | Sharon Fichman Giuliana Olmos     | 3. kör Dajana Jasztremszka | Gabriela Dabrowski Luisa Stefani   |
| 2022       | 3. kör D Jasztremszka | Caroline Dolehide Storm Sanders       | Negyeddöntő E-G Ruse      | Madison Keys Taylor Townsend      | 2. kör Tereza Martincová   | Gabriela Dabrowski Giuliana Olmos | 3. kör Csang Suaj          | Desirae Krawczyk Demi Schuurs      |
| 2023       | Elődöntő E-G Ruse     | Barbora Krejčíková Kateřina Siniaková | 3. kör E-G Ruse           | Cori Gauff Jessica Pegula         | 2. kör E-G Ruse            | M Kolodziejová M Vondroušová      | 3. kör E-G Ruse            | Cori Gauff Jessica Pegula          |
| 2024       | 2. kör Katarzyna Kawa | Tamara Korpatsch Elixane Lechemia     | Elődöntő E-G Ruse         | Sara Errani Jasmine Paolini       | 3. kör E-G Ruse            | Gabriela Dabrowski Erin Routliffe | 2. kör E-G Ruse            | Kateřina Siniaková Taylor Townsend |
| 2025       | Negyeddöntő E-G Ruse  | Hszie Su-vej Jeļena Ostapenko         | –                         | –                                 | 2. kör Elena-Gabriela Ruse | Hszie Su-vej Jeļena Ostapenko     |                            |                                    |

## Év végi világranglista-helyezései
| Év     | 2017 | 2018 | 2019 | 2020 | 2021 | 2022 | 2023 | 2024 |
| Egyéni | 518. | 118. | 155. | 98.  | 50.  | 70.  | 39.  | 18.  |
| Páros  | –    | 849. | 568. | 112. | 97.  | 46.  | 28.  | 60.  |